# Sound of Freedom
Sound of Freedom è il quarto singolo di Bob Sinclar, il primo estratto dall'album Soundz of Freedom del 2007. Il brano vede la partecipazione vocale del rapper francese Cutee B e di Gary Pine.
La canzone riprende il campione di un successo della cantante Rozalla del 1992, "Everybody is free"
"Sound of Freedom" è stata distribuita alle radio il 23 aprile 2007, tre giorni dopo il video che invece era entrato in rotazione sui canali a tema il 20 aprile 2007.

## Tracce
CD Single
1. Sound Of Freedom (Radio Edit)	3:17
2. Sound Of Freedom (Original Club Mix) 5:02

## Classifiche
| Chart (2007)                     | Peak position |
| -------------------------------- | ------------- |
| Australian ARIA Charts           | 22            |
| Austrian Singles Chart           | 39            |
| Belgian (Flanders) Singles Chart | 9             |
| Belgian (Wallonia) Singles Chart | 16            |
| Chile Top 100 Dance Airplay      | 1             |
| Danish Singles Chart             | 8             |
| Dutch Singles Chart              | 9             |
| Finnish Singles Chart            | 2             |
| French SNEP Singles Chart        | 6             |
| French Airplay Chart             | 4             |
| Italian Singles Chart            | 7             |
| Swedish Singles Chart            | 52            |
| Swiss Singles Chart              | 31            |
| UK Singles Chart                 | 12            |
| U.S. Hot Dance Club Play         | 1             |